# Combretum mooreanum
Combretum mooreanum är en tvåhjärtbladig växtart som beskrevs av Arthur Wallis Exell. Combretum mooreanum ingår i släktet Combretum och familjen Combretaceae. Inga underarter finns listade i Catalogue of Life.